# John Merbeck
John Marbeck o Merbeck, o Merbecke (1510 – 1585 aquestes dates són aproximades) fou un teòleg i músic anglès.
Posseïa coneixements molt extensos en la música i és anterior a Tye i en Tallis, considerats sense fonament com els compositors més antics de l'Església Reformada d'Anglaterra. Quan el 1544 es formaren associacions a Windsor per a propagar el luteranisme, Marbeck fou nomenat cap d'una d'elles, pel que se'l va detenir, junt amb altres tres que foren cremats vius, salvant-se Marbeck mercès a la protecció del bisbe de Winchester.
Vers el 1544 compilà unes concordances de la Bíblia, primer treball de la seva classe en llengua anglesa, que es publica el 1550 amb una dedicatòria a Eduard VI. En el mateix any edità el seu Book of Common Prayer, amb música, amb el fi d'uniformar el cant religiós. Va escriure diverses obres de pietat i controvèrsia, de marcat caràcter calvinista, i gran nombre de composicions musicals que es conserven manuscrites. Morí sent organista de la capella de Sant Jordi de Windsor, probablement vers l'any 1585, sent succeït per J. Mundy.
El seu fill Roger Merbeck (1536-1605 fou primer metge de la reina Elisabet I d'Anglaterra.